# رونالد بروور
رونالد بروور (انگلیسی: Ronald Brouwer؛ زادهٔ ۲۷ آوریل ۱۹۷۹) بازیکن هاکی روی چمن اهل پادشاهی هلند است.